# Ikarut River
Der Ikarut River ist ein 37 km langer Zufluss des Hebron-Fjords im Norden von Labrador in der kanadischen Provinz Neufundland und Labrador.

## Flusslauf
Der Ikarut River bildet den Abfluss des etwa 400 m hoch gelegenen Hebron Lake. Er verlässt den See unweit dessen nordöstlichen Endes und fließt anfangs 6 Kilometer in Richtung Nordnordost. Bei Flusskilometer 33,8 befindet sich ein 6,1 m hoher vertikaler Wasserfall, der eine Fischwanderung in das oberstrom gelegene Flusssystem verhindert. Der Ikarut River wendet sich auf seiner restlichen Strecke nach Osten und mündet schließlich in das Freytag Inlet, einer kleinen Seitenbucht am Nordufer des Hebron-Fjords. Der Ikarut River entwässert ein Areal von 474 km². Etwa 2 km oberhalb der Mündung nimmt der Ikarut River einen größeren von Norden kommenden Nebenfluss auf.

## Flussfauna
Im Ikarut River kommt der Wandersaibling vor. Das Flusssystem gilt als ein Laichgewässer der Fischart.